# 灰島秀樹
灰島 秀樹（はいじま ひでき、1970年〔昭和45年〕 - ）は、フジテレビ系で放送された刑事ドラマ『踊る大捜査線』（1997年1月から3月まで放送）のスピンオフ作品映画『容疑者 室井慎次』（2005年劇場公開）の登場人物、および、『容疑者 室井慎次』のスピンオフ作品ドラマ『弁護士 灰島秀樹』（2006年10月28日放送）の主人公。演じた俳優は八嶋智人。

## プロフィール
- 弁護士・灰島法律事務所所長
- 東京都清瀬市出身。
- 最終学歴：東京大学法学部卒業。

## 人物
映画『容疑者 室井慎次』で初登場。若きエリート弁護士。豊富な知識と完璧な理論武装を武器に、裁判に勝つためには手段を選ばない。「真実は金にならない」が信条で、高額の報酬さえ貰えば真実をも捻じ曲げて弁護を行なうため、「訴訟パラノイア」の異名をとる。かといって守銭奴というわけでもなく、裁判も勝つために必要とあらば億単位の金を投入することも辞さない。仕事の際は（裁判に勝つための手段として）相手の情に訴えかけることはあっても、あまり自身の感情を挟むことはない。その手腕は確かで、顧客には政治家・財界人も多い。
天才肌で時代の先端を行くが、言動の端々に精神的に未熟な部分が見え隠れし、負けず嫌いでわがままな一面がある。幼少期に父親と遊ぶことはなく、独りでゲームの日々であったため極度の運動音痴。
2歳の時に母を亡くし、中学2年で育ててくれた祖母も失う。少年時代は無気力で引きこもっていた。母の愛を充分に受けられなかった体験から、常に「誰かに誉められたい」という衝動にかられている様子。高校時代に偶然母と同級生だった担任から、母の「将来は裁判官か弁護士になりたい」と書いてある卒業アルバムを見せられて、弁護士を志すようになった。結局、高校へはほとんど通わず、大学入学資格検定を受けて大学受験資格を得たうえで東大法学部に現役合格する。東大法学部在学中の20歳（3年生）で司法試験に一発で合格。
司法修習を終えるとロサンゼルスのロー・スクールへ留学。レストランで古いケチャップを口にした客が腹を壊して会社を休みがちになり会社を解雇された（実際にはケチャップを口にしてはいない）として、レストラン相手に訴訟を起こし100万ドルの賠償金を貰った裁判を目の当たりにしたことから、「世の中は法が支配している」という考えを持つようになる。帰国後、灰島法律事務所を設立した。
趣味はテレビゲーム（主にバイオレンス系）で、常に携帯ゲーム機を手放さなさず、記者会見の場でも人と面会している時でもゲームをプレイしている（なお、劇中では何故か誰もその行動に対して注意したり、ツッコミを入れたりする様子は無い）。また、秋葉原によく通っており、残虐な表現があるとして発売禁止になったゲームを裏ルートで入手したりしている。ドラマ『弁護士 灰島秀樹』終盤で、事件に関わった少年・芦川直道に協力してくれたご褒美としてその携帯ゲーム機をあげているが、後に事務所に戻った際には再び手にしていることから少なくとも二機は持っていたと思われる。なお、直道はその時点で幼いため、ソフトはバイオレンス系でないと考えられる。また、直道が自分と似た境遇（灰島は父親一人に育てられ、直道は母親と二人暮らし）にいることから半ば自分の想いを託すような言葉を彼に投げかけており、彼には心の内を明かしたようである。なお、ゲーム機につけているキーホルダーは、映画『交渉人 真下正義』で登場したTTR所属のフリーゲージトレインのクモE4-600のチョロQである。
なお、スピンオフドラマで主人公を務めた人物の中で唯一、シリーズの主人公である青島俊作とは劇中での面識がない。